# Sisyrinchium nashii
Sisyrinchium nashii är en irisväxtart som beskrevs av Eugene Pintard Bicknell. Sisyrinchium nashii ingår i släktet gräsliljor, och familjen irisväxter. Inga underarter finns listade i Catalogue of Life.